# أبو الصباح اليحصبي
أبو الصباح عبد الرحمن بن يحيى اليحصبي الحميري (ق 149 هـ - 767م) زعيم القبائل اليمانية في إشبيلية في نهاية عصر الولاة وبداية عصر الدولة الأموية في الأندلس.
في عام 138 هـ، ساند أبو الصباح اليحصبي عبد الرحمن الداخل في مطالبته بحكم الأندلس، وجمع له ألف مقاتل من إشبيلية ضمها إلى القوات التي جمعها الداخل لقتال يوسف بن عبد الرحمن الفهري في موقعة المصارة. وقد ولاّه عبد الرحمن الداخل على إشبيلية ثم عزله. فنقم أبو الصباح ذلك من عبد الرحمن الداخل، وثار عليه. فاستدرجه عبد الرحمن بأن بعث إليه عبد الله بن خالد بكتاب يلاطفه ويدعوه للقدوم إلى قرطبة، ثم قتله عام 150 هـ.